# Гробница бораца НОВЈ
Гробница бораца НОВЈ се налази на улазу у Илинце из правца Вашице, на територији општине Шид.
У гробници је сахрањено 228 бораца Народноослободилачке војске Југославије, који су погинули за време ратних операција током пробоја Сремског фронта, на територији Илинаца. Борци су били из Прве, Друге и Треће личке ударне бригаде, Осме црногорске ударне бригаде, Треће македонске ударне бригаде и шеснаесте македонске ударне бригаде. 

## Напомена
1. ↑  Страница је написана на основу података са спомен плоче.